# Lamentu

Le lamentu (pluriel : lamenti) est un chant traditionnel corse basé sur la tristesse liée au deuil ou à une situation douloureuse. Il se distingue du voceru, âpre et vindicatif. 
Il est défini ainsi par Ghjermana De Zerbi dans son livre Cantu nustrale : "On appelle lamentu un chant qui exprime la plainte : il y a donc des lamenti d'amoureux, de prisonniers, de bandits, etc. Bien sûr il y a des lamenti funèbres." La société villageoise ancienne avait même des lamenti consacrés à un chien de chasse (canzona di Filicone) ou à un mulet (lamentu di Fasgianu) dont le maître était inconsolable de la disparition.
Il est particulièrement expressif dans un contexte religieux, notamment dans le chant "U lamentu di Ghjesù" qui se termine par le Perdono, mio Dio repris en chœur.
Dans l'usage actuel il peut être détourné dans un but satirique ou humoristique.

## Source
- Ghjermana De Zerbi, Cantu nustrale . 3e éd. Ajaccio : Albiana, 2009, 395 p.,  (ISBN 978-2-84698-325-9).